# ITF Biella
Das ITF Biella (offiziell: Thindown Biella) ist ein Tennisturnier des ITF Women’s Circuit, das in Biella, auf Sandplatz ausgetragen wird.

## Siegerliste

### Einzel
| Jahr                    | Siegerin            | Finalgegnerin         | Ergebnis         |
| ----------------------- | ------------------- | --------------------- | ---------------- |
| ↓ Kategorie: $10.000 ↓  |                     |                       |                  |
| 2000                    | Maja Matevžič       | Nathalie Viérin       | 6:0, 6:2         |
| ↓ Kategorie: $25.000 ↓  |                     |                       |                  |
| 2001                    | Dally Randriantefy  | Joana Cortez          | 6:1, 6:1         |
| ↓ Kategorie: $50.000 ↓  |                     |                       |                  |
| 2002                    | Flavia Pennetta     | Sandra Kleinová       | 6:3, 6:2         |
| 2003                    | Henrieta Nagyová    | Zsófia Gubacsi        | 6:3, 6:1         |
| 2004                    | Květa Peschke       | Virginie Razzano      | 6:1, 6:1         |
| 2005                    | Julija Bejhelsymer  | Giulia Gabba          | 6:2, 6:4         |
| 2006                    | Stépahnie Foretz    | Tathiana Garbin       | 7:5, 3:1 Aufgabe |
| ↓ Kategorie: $100.000 ↓ |                     |                       |                  |
| 2007                    | Agnieszka Radwańska | Karin Knapp           | 6:3, 6:3         |
| 2008                    | Mara Santangelo     | Jelena Kostanić Tošić | 6:3, 6:1         |
| 2009                    | Petra Martić        | Sharon Fichman        | 7:5, 6:4         |
| 2010                    | Renata Voráčová     | Zuzana Ondrášková     | 6:4, 6:2         |
| 2011                    | Alexandra Cadanțu   | Mariana Duque Mariño  | 6:4, 6:3         |
| 2012                    | Johanna Larsson     | Anna Tatischwili      | 6:3, 6:4         |
| ↓ Kategorie: $15.000 ↓  |                     |                       |                  |
| 2018                    | Bianca Turati       | Nastassja Burnett     | 6:3, 6:4         |
| ↓ Kategorie: W25 ↓      |                     |                       |                  |
| 2019                    | Katarina Sawazka    | Mayar Sherif          | 6:1, 6:3         |

### Doppel
| Jahr                    | Siegerinnen                                 | Finalgegnerinnen                                    | Ergebnis         |
| ----------------------- | ------------------------------------------- | --------------------------------------------------- | ---------------- |
| ↓ Kategorie: $10.000 ↓  |                                             |                                                     |                  |
| 2000                    | Kirstin Freye Adrienn Hegedűs               | Eva Fislová Zuzana Hejdová                          | 6:2, 6:4         |
| ↓ Kategorie: $25.000 ↓  |                                             |                                                     |                  |
| 2001                    | Joana Cortez Vanessa Menga                  | Daniela Klemenschits Sandra Klemenschits            | 7:64, 4:6, 6:3   |
| ↓ Kategorie: $50.000 ↓  |                                             |                                                     |                  |
| 2002                    | Ljubomira Batschewa Eva Bes Ostáriz         | María José Martínez Sánchez Anabel Medina Garrigues | 7:5, 2:6, 7:65   |
| 2003                    | Ľubomíra Kurhajcová Libuše Průšová          | Martina Müller Lenka Němečková                      | 6:2, 6:4         |
| 2004                    | Erica Krauth Martina Müller                 | Mervana Jugić-Salkić Darija Jurak                   | 6:2, 6:3         |
| 2005                    | Lucie Hradecká Renata Voráčová              | Maret Ani Mervana Jugić-Salkić                      | 6:4, 7:64        |
| 2006                    | Barbora Strýcová Renata Voráčová            | Lucie Hradecká Michaela Paštiková                   | 6:3, 6:2         |
| ↓ Kategorie: $100.000 ↓ |                                             |                                                     |                  |
| 2007                    | Maret Ani Kaia Kanepi                       | Mervana Jugić-Salkić Renata Voráčová                | 6:4, 6:1         |
| 2008                    | Renata Voráčová Barbora Záhlavová-Strýcová  | Lourdes Domínguez Lino Arantxa Parra Santonja       | 4:6, 6:0, [10:5] |
| 2009                    | Sandra Klemenschits Vladimíra Uhlířová      | Darja Kustawa Renata Voráčová                       | 4:6, 6:3, [10:6] |
| 2010                    | Marija Korytzewa Raluca Olaru               | Andreja Klepač Aurélie Védy                         | 7:5, 6:4         |
| 2011                    | Lara Arruabarrena Vecino Jekaterina Iwanowa | Janette Husárová Renata Voráčová                    | 6:3, 0:6, [10:3] |
| 2012                    | Eva Hrdinová Mervana Jugić-Salkić           | Sandra Klemenschits Tatjana Malek                   | 1:6, 6:3, [10:8] |
| ↓ Kategorie: $15.000 ↓  |                                             |                                                     |                  |
| 2018                    | Costanza Traversi Aurora Zantedeschi        | Swjatlana Piraschenka Dalila Spiteri                | 6:2, 6:3         |
| ↓ Kategorie: W25 ↓      |                                             |                                                     |                  |
| 2019                    | Elena Bogdan Réka Luca Jani                 | Chihiro Muramatsu Yūki Naitō                        | 6:1, 6:3         |